# Blob binario
Un blob binario, nell'informatica e soprattutto nel software open source, indica una parte di codice sorgente chiuso non disponibile pubblicamente.

## Storia
Il termine blob fu usato per la prima volta nei sistemi di gestione di basi di dati per descrivere una collezione di dati binari memorizzati come una singola entità.
La pratica di usare blob binari è molto diffusa nei driver di accelerazione grafica, dispositivi di rete e controller  RAID.

## Descrizione
Di solito, ci si riferisce ai moduli kernel con licenza non libera presenti nei kernel dei sistemi operativi open source e a volte è anche applicato al codice in esecuzione di fuori del kernel, come il codice BIOS, immagini firmware o programmi a livello utente.